# Жамгоцев, Георгий Григорьевич
Георгий Григорьевич Жамгоцев (2 января 1919 года, Ростов-на-Дону ― 9 апреля 2010 года, Ростов-на-Дону) ― советский,
российский врач, кандидат биологических наук, старший научный сотрудник, отличник Гражданской обороны СССР. Участник Великой Отечественной войны.

## Биография
Георгий Григорьевич родился 2 января 1919 года в городе Ростове-на-Дону. Отец Георгия Жамгоцева был врачом, который в 1930 годы руководил поликлиникой Дома учёных, лично знал известных врачей того времени, собирал биографические данные о них. Он и привил своему сыну любовь к истории медицины.
Георгий Григорьевич Жамгоцев окончил лечебно-профилактический факультет Ростовского государственного медицинского института в октябре 1941 года. Участник Великой Отечественной войны. Г. Г. Жамгоцев ― выпускник «Огненного выпуска». В октябре-ноябре 1941 года был дважды ранен во время бомбардировки Ростова-на-Дону немецкой авиацией. В 1943 году Георгий Григорьевич работал врачом-ординатором эвакогоспиталя на Южном фронте, заболел сыпным тифом и был эвакуирован в Оржоникидзе. После выздоровления Жамгоцев работал врачом-токсикологом на заводе «Электроцинк» и на кафедре фармакологии Северо-Осетинского государственного медицинского института.
Жамгоцев Георгий Григорьевич в послевоенные годы учился в аспирантуре на кафедре фармакологии Ростовского государственного медицинского института (руководитель ― профессор И. С. Цитович), работал на этой же кафедре преподавателем и ассистентом.
Г. Г. Жамгоцев защитил кандидатскую диссертацию в 1960 году. Георгий Григорьевич работал заведующим Проблемной санитарно-химической лабораторией медицинского университета в течение 20 лет.
Георгий Григорьевич был главным специалистом Ростовского областного отдела здравоохранения.
Является автором более 120 научных работ, в том числе учебно-методических указаний изданных МЗ СССР, монографии.  Жамгоцев Г. Г. подготовил 4 кандидатов медицинских наук.
Георгий Григорьевич Жамгоцев ― автор-составитель уникальной летописи Ростовского медицинского университета, которая состоит из пяти томов, объёмом 945 листов. Этот труд (рукопись) называется: «Летопись Ростовского государственного медицинского университета (РостГМУ)» ― история медицинского образования на Дону.
Георгий Григорьевич издал эту «Летопись» в ротапринтном варианте на свои собственные деньги и подарил библиотеке Ростовского медицинского университета, а второй вариант этого издания сдал на хранение в Государственный архив Ростовской области. «Летопись Ростовского государственного медицинского университета (РостГМУ)», которую он подарил библиотеке Ростовского медицинского университета подписал так: «В дар alma mater».
Умер Г. Г. Жамгоцев 9 апреля 2010 года.

## Награды и звания
- Медаль «За доблестный труд в Великой Отечественной войне 1941—1945 гг.»
- Юбилейная медаль «50 лет Победы в Великой Отечественной войне 1941—1945 гг.»
- Юбилейная медаль «60 лет Победы в Великой Отечественной войне 1941—1945 гг.»
- Медаль «Ветеран труда»
- Отличник Гражданской обороны СССР